# It Can't Happen Here
It Can't Happen Here (Isso Não Pode Acontecer Aqui, na edição em Portugal, ou Não Vai Acontecer Aqui, na edição no Brasil) é um romance de 1935 de temática política e carácter algo satírico do escritor norte-americano Sinclair Lewis, e que foi adptado a peça de teatro em 1936 pelo próprio Sinclair Lewis e por John C. Moffitt.
Publicado durante a ascensão do fascismo na Europa, o romance descreve a eleição do fictício Senador populista Berzelius "Buzz" Windrip para  Presidente com a promessa de conduzir reformas económicas e sociais drásticas e ao mesmo tempo o regresso ao patriotismo e aos valores tradicionais. Após a sua eleição, Windrip assume o controle total do governo e impõe um regime totalitário com a ajuda de uma implacável força paramilitar à semelhança das SS nazis. O enredo do romance centra-se na oposição do jornalista Doremus Jessup ao novo regime e a sua subsequente luta contra o mesmo.
Os críticos literários contemporâneos e posteriores têm salientado a semelhança com o político do estado do Louisiana Huey Long que se preparava para concorrer à Presidência nas eleições de 1936 quando foi assassinado, em 1935, pouco antes do aparecimento do romance.
O fenômeno que vem sendo classificado como recessão democrática global ressuscitou o interesse no livro no século XXI, que acabou por receber novas edições tanto nos Estados Unidos quanto no Brasil e na Europa.

## Resumo do enredo
Em 1936 o senador Berzelius "Buzz" Windrip, um político carismático e sedento de poder, ganha a eleição como Presidente dos Estados Unidos na base de um programa populista, prometendo fazer regressar o país à prosperidade e à grandeza anteriores e prometendo a cada cidadão um rendimento anual de $5.000 (cerca de $84.400 em 2015, ajustado pela inflação).
Apresentando-se como um campeão dos valores tradicionais, Windrip derrota facilmente os seus adversários, o Senador Walt Trowbridge e o Presidente em exercício Franklin Delano Roosevelt. Embora tendo anteriormente antecipado algumas medidas de autoritarismo a fim de reorganizar a administração pública dos EUA, Windrip passa rapidamente a perseguir os dissidentes, encarcera os inimigos políticos em campos de concentração e treina e arma uma força paramilitar a que chamou os Homens Minuto, que aterroriza os cidadãos e faz cumprir as políticas de Windrip e do seu regime "corporativista".
Um dos seus primeiros actos como presidente é eliminar a influência do Congresso dos Estados Unidos, o que provoca a ira de muitos cidadãos, bem como dos próprios legisladores. Os Homens Minuto respondem duramente aos protestos contra as decisões de Windrip atacando os manifestantes com baionetas. Para além destas acções, o governo de Windrip, conhecido como o "Corpo" de governo, cerceia os direitos das minorias e das mulheres e elimina os Estados subdividindo o país em áreas administrativas.
Os acusados de crimes contra o governo são julgados em tribunais móveis presididos por juízes militares. Apesar destas medidas ditatoriais, a maioria dos americanos continua a aprová-las, vendo-as como etapas necessárias, apesar de dolorosas, para restaurar o poder norte-americano. Outros, os menos entusiasmados com a perspectiva de corporativismo, acreditam que o fascismo não pode "acontecer cá"; daí o título de romance.
Os opositores de Windrip, liderados pelo senador Trowbridge, formam uma organização chamada os "Novo Underground" que ajuda os dissidentes a escapar para o Canadá de uma forma que relembra o "Underground railroad" do século XIX e distribui propaganda anti-Windrip. Um aderente ao "Novo Underground" é Doremus Jessup, protagonista do romance, um liberal tradicional e um adversário tanto das teorias corporativistas como das comunistas. A participação de Jessup na organização resulta na publicação de um periódico chamado O Vigilante de Vermont, no qual ele escreve editoriais condenando os abusos do poder por Windrip.
Shad Ledue, o Comissário de distrito e antigo empregado de Jessup, ganha rancor ao seu antigo patrão e acaba por descobrir as suas actividades, e envia-o para um campo de concentração. Ledue posteriormente aterroriza a família de Jessup e em especial a sua filha Sissi que, sem sucesso, tenta seduzir.
Com o tempo, o poder de Windrip enfraquece pois a prosperidade económica que ele prometera não se concretizou, aumentando o número de americanos desiludidos, incluindo o vice-presidente Perley Beecroft, que foge para o Canadá. O Secretário de Estado, Lee Sarason, que fora o seu principal conselheiro e mandatário político também se afasta e com outros destacados políticos, como o general Dewey Haik, tomam o poder e exilam o presidente em França. Sarason sucede a Windrip, mas o seu estilo extravagante e fraco carisma criam um vácuo de poder de que Haik e outros se aproveitam. Liderando um golpe militar sangrento, Haik chega à Casa Branca, mata Sarason e os seus apoiantes, e proclama-se como presidente. Os dois golpes causam uma erosão lenta do poder do "Corpo", e Haik tenta desesperadamente despertar o patriotismo ao lançar uma invasão injustificada do México. Após uma campanha de calúnias sobre o México nos jornais controlados pelo estado, Haik ordena o recrutamento em massa de jovens americanos para a invasão daquele país, enfurecendo muitos que até então eram fiéis ao "Corpo". Rebentam tumultos e rebeliões por todo o país, concluindo muitos cidadãos que o "Corpo" os enganou.
Então um dos mais antigos generais, Emmanuel Coon, junta-se à oposição com uma grande parte do seu exército, reforçando o movimento de resistência. Dado que Haik continua a controlar um grande parte do país, em breve se desencadeia uma nova guerra civil à medida que a resistência tenta consolidar o seu domínio no Centro-Oeste. A história termina após o início desta guerra civil com Jessup operando como agente do "Novo Underground" nas áreas ocupadas pelo "Corpo" no sul do Minnesota.

## Acolhimento

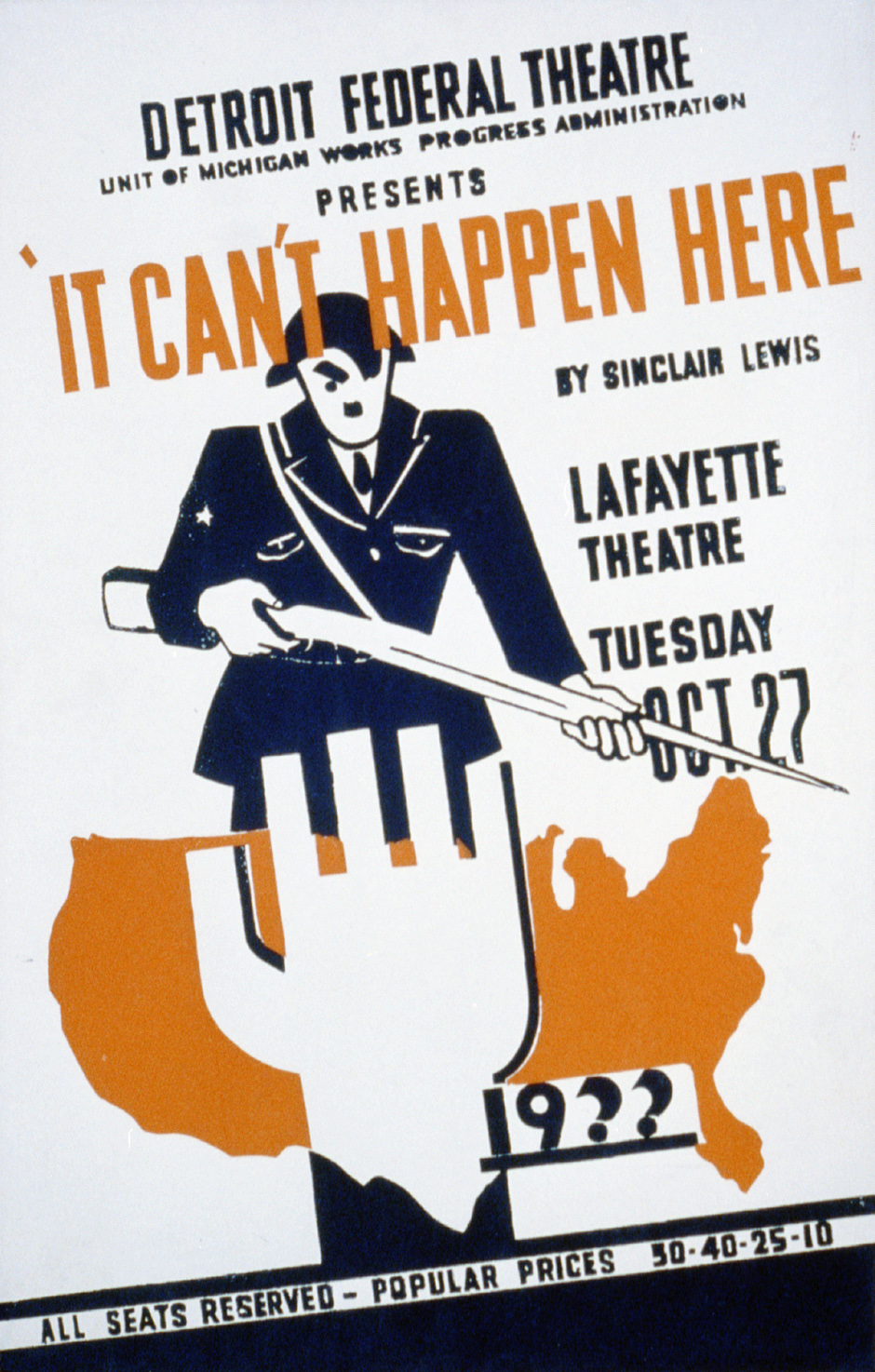
Cartaz da encenação de It Can't Happen Here, 27 de Outubro 1936 no Teatro Lafayette de Detroit integrado no Federal Theater Project

De acordo com Boulard (1998), "o mais arrepiante e estranho tratamento de Huey por um escritor ocorreu com a obra de Sinclair Lewis It Can't Happen Here." Lewis apresentou a imagem de um autêntico ditador americano tendo por modelo Hitler. Lewis tinha o objectivo de reduzir as hipóteses de Long ganhar as eleições em 1936.
Keith Perry argumenta que a principal fraqueza do romance não está em nos apresentar políticos americanos com toques europeus sinistros, mas que acaba por conceber o fascismo e o totalitarismo em termos dos modelos políticos americanos tradicionais, ao invés de apresentá-los como um novo tipo de sociedade e um novo tipo de regime. Windrip não é tanto um nazi quanto um vigarista e ao mesmo tempo rotariano, um manipulador que sabe apelar ao desespero do povo, mas nem ele nem os seus seguidores estão presos ao tipo de ideologia que quer transformar o mundo como o nazismo de Hitler.

## Adaptações
Em 1936, Lewis e John C. Moffitt escreveram uma versão para teatro que foi também intitulada It Can't Happen Here (Isso Não Pode Acontecer Aqui), que ainda é produzida. A versão teatral estreou em 27 de outubro de 1936 simultaneamente em 21 salas de teatro de 17 Estados dos EUA, em produções patrocinadas pelo Federal Theater Project que era uma agência do New Deal.
Uma versão cinematográfica estava em preparação na altura na MGM, mas o director do estúdio Louis B. Mayer em breve cancelou a produção, para satisfação publicamente anunciada do regime nazi na Alemanha. Mayer havia sido notificado de potenciais problemas no mercado alemão.

## Influências
Em 1968, um telefilme, Sombra sobre a Terra (Shadow on the Land) (título alternativo: EUA: It Can't Happen Here), foi produzido por Screen Gems como episódio piloto de uma série de televisão vagamente baseada no livro.
Inspirado no livro, o realizador e produtor Kenneth Johnson escreveu uma adaptação intitulada Avisos de Tempestade em 1982. O guião foi apresentado à produção da NBC como uma mini-série, mas a NBC rejeitou a versão inicial, alegando que era demasiado cerebral para o telespectador médio norte-americano. Para tornar o guião mais comercializável, os fascistas americanos foram transformados em comedores de homens extraterrestres, passando a história a ter caracter de ficção científica. A história assim alterada tornou-se na mini-série  V, que se estreou a 3 de maio de 1983.